# Krzysztof Hetman
Krzysztof Andrzej Hetman (nascido em 27 de junho de 1974) é um político polaco que é membro do Parlamento Europeu desde 2014. Nascido em Lublin, Hetman graduou-se na Universidade Maria Curie-Skłodowska e logo depois trabalhou para a voivodia de Lublin como Director Adjunto de 2002 a 2005 e como Director de Desenvolvimento Regional de 2005 a 2007. Em 2010, ele foi nomeado Marechal da Voivodia de Lublin.